# Клаус Геберлен
Клаус Геберлен (нім. Klaus Häberlen; 14 квітня 1916, Гайслінген — 7 квітня 2002, Констанц) — німецький льотчик-бомбардувальник, гауптман люфтваффе. Кавалер Лицарського хреста Залізного хреста.

## Нагороди
- Нагрудний знак пілота
- Залізний хрест
  - 2-го класу (31 жовтня 1940) — як оберлейтенант і ад'ютант 3-ї групи 51-ї бомбардувальної ескадри.
  - 1-го класу (14 грудня 1940)
- Авіаційна планка бомбардувальника
  - в сріблі (14 жовтня 1941)
  - в золоті (19 червня 1942) — як гауптман і ад'ютант 3-ї групи 51-ї бомбардувальної ескадри.
  - в золоті з планкою (21 квітня 1943)
- Нагрудний знак «За поранення» в чорному (26 листопада 1941)
- Почесний Кубок Люфтваффе (31 грудня 1941)
- Медаль «За зимову кампанію на Сході 1941/42» (13 вересня 1942) — як гауптман і командир 1-ї ескадрильї 4-ї групи 51-ї бомбардувальної ескадри.
- Кримський щит (15 березня 1943)
- Німецький хрест в золоті (19 березня 1943) — як гауптман і командир 1-ї групи 51-ї бомбардувальної ескадри.
- Лицарський хрест Залізного хреста (20 червня 1943)
- Медаль «Хрестовий похід проти комунізму» (Румунія) (15 липня 1943)